# Estrela de Fogo (telenovela)
Estrela de Fogo é uma telenovela brasileira produzida pela VTM Produções e exibida pela RecordTV entre 4 de maio de 1998 e 29 de março de 1999, em 233 capítulos divididos em duas fases, substituindo Canoa do Bagre e sendo substituída por Louca Paixão. A primeira fase foi exibida entre 4 de maio e 13 de novembro de 1998 em 140 capítulos, e a segunda entre 16 de novembro de 1998 e 29 de março de 1999 em 93 capítulos. Escrita por Yves Dumont, com colaboração de Lílian Víveros, Marcelo César Fagundes, Vívian de Oliveira e Paulo Cabral, com direção de Fernando Leal, Luís Antônio Piá, e Rodolfo Silot, direção artística de Marcus Aragão e direção geral de José Paulo Vallone.
Conta com Fúlvio Stefanini, Cristina Prochaska, Luiz Guilherme, Jussara Freire, Lolita Rodrigues, Marly Bueno, Jonas Mello e Nico Puig nos papeis principais.

## Produção
Foi a segunda telenovela produzida pela RecordTV após 20 anos de pausa na produção de teledramaturgia. Gravada na fazenda Recreio, no município de Pedreira, no interior de São Paulo, a novela valorizou a cultura country, e chamou a atenção pelo cuidado com o figurino, cenários e textos. Os rodeios, shows de música sertaneja, churrascos, leilões de cavalos e participações especiais marcaram a produção. Estrela de Fogo atingiu um retorno maior que o esperado, o que fez com que a emissora decidisse continuar a novela em uma segunda fase.
A transição entre as fases foi marcada pela morte de Gustavo e por uma passagem de quatro anos. Estrela de Fogo é uma das novelas mais longas da teledramaturgia brasileira: teve, no total, 234 capítulos e ficou no ar durante cerca de 11 meses. Menos de seis meses após o término da novela, a emissora iniciou sua reprise às 14 horas, em 16 de agosto de 1999. Devido a ter se encerrado recentemente, a reexibição não teve grande repercussão, sendo encerrada no final da primeira fase.

## Enredo

### Primeira fase
Gustavo é um poderoso criador de cavalos, que transformou a égua Estrela de Fogo na maior campeã de montaria do Brasil e vive em guerra com Tadeu, ex-funcionário que enriqueceu e jurou se vingar das humilhações do passado, além de ter sido apaixonado por Estela, esposa do rival. O casal tem três filhos: o mulherengo e irresponsável Maurício, a mimada Manuela, que sempre desprezou o peão pobretão Felipe e é obcecada por Fernão – filho de Tadeu – e Bernardo, que é assassinado após vir a tona que ele namorava Andréa, filha de Tadeu. Quem sempre gostou de Andréa é Ventania, peão que sonha em se tornar cantor sertanejo, porém a morte de Bernardo faz Maurício também se interessar pela moça. 
Gustavo nem imagina que tem outra filha, Inaê, grande amor da vida de Fernão e filha de Generosa, que esconde dela quem é seu pai. Ainda há a cômica disputa de Clara e Iolanda por Nuno, dono da república Raio de Lua.

### Segunda fase
Após 4 anos da morte de Gustavo, Tadeu e Maurício concorrem à prefeitura de Girassol, reacendendo a rivalidade, especialmente quando o primeiro coloca Giuliano para seduzir a viúva Estela e descobrir os planos políticos. Os dois também passam a disputar o coração de Luciana, embora ela se interesse por Felipe, causando uma obsessão em Manuela ao perceber que foi deixada de lado. Enquanto isso Ventania e Andrea vivem uma crise no relacionamento com chegada de Simone, uma ambiciosa empresária do ramo sertanejo, e Inaê vive o dilema entre esperar a volta se Fernão ou viver o romance com Breno.

## Elenco

### Primeira fase
| Ator               | Personagem               |
| ------------------ | ------------------------ |
| Fúlvio Stefanini   | Gustavo Alvarenga        |
| Cristina Prochaska | Estela Alvarenga         |
| Luiz Guilherme     | Tadeu Gomes de Oliveira  |
| Jussara Freire     | Graciosa de Souza        |
| Lolita Rodrigues   | Clara Alvarenga          |
| Marly Bueno        | Iolanda                  |
| Jonas Mello        | Nuno                     |
| Nico Puig          | Maurício Alvarenga       |
| Vera Zimmermann    | Andréa Gomes de Oliveira |
| Marcelo Aguiar     | João de Souza (Ventania) |
| Dalton Vigh        | Fernão Gomes de Oliveira |
| Joana Limaverde    | Inaê de Souza            |
| Daniela Duarte     | Manuela Alvarenga        |
| Rodrigo Veronese   | Felipe Rodrigues         |
| Sônia Lima         | Patrícia Manzan          |
| Ju Corte Real      | Donato Manzan            |
| Dênis Derkian      | Delegado Amadeu          |
| Gérson de Abreu    | Colibri Locutor          |
| Angela Dippe       | Aurora Rodrigues         |
| Laerte Morrone     | Umberto Rodrigues        |
| Ernando Tiago      | Camilo Bragança          |
| Fabiana Alvarez    | Laura                    |
| Vanusa Spindler    | Heloísa Marques (Helô)   |
| Fernando Vieira    | Prof. Otávio Lares       |
| Fábio Villa Verde  | Pedro Rei                |
| Vanessa Vholker    | Rita Rodrigues (Ritinha) |
| Gabriela Alves     | Drª. Érika               |
| Rogério Cury       | Sargento Martins         |
| Ingrid Oldenburg   | Lucy                     |
| Julieta Amaral     | Lisa                     |

### Segunda fase
| Ator               | Personagem               |
| ------------------ | ------------------------ |
| Nico Puig          | Maurício Alvarenga       |
| Luiz Guilherme     | Tadeu Gomes de Oliveira  |
| Bia Seidl          | Luciana Freire           |
| Cristina Prochaska | Estela Proença Alvarenga |
| Carlo Briani       | Giuliano Casanova        |
| Jussara Freire     | Graciosa de Souza        |
| Lolita Rodrigues   | Clara Alvarenga          |
| Marly Bueno        | Iolanda                  |
| Jonas Mello        | Nuno                     |
| Vera Zimmermann    | Andréa Gomes de Oliveira |
| Marcelo Aguiar     | João de Souza (Ventania) |
| Cláudia Mauro      | Simone Moralles          |
| Rodrigo Veronese   | Felipe Rodrigues         |
| Daniela Duarte     | Manuela Alvarenga        |
| Joana Limaverde    | Inaê de Souza Alvarenga  |
| Jorge Pontual      | Breno Oliveira           |
| Alexia Deschamps   | Renata Oliveira          |
| Luciene Adami      | Joelma                   |
| Matheus Carrieri   | Lucas                    |
| Antônio Grassi     | Julian Duarte (Duarte)   |
| Dênis Derkian      | Delegado Amadeu          |
| Angela Dippe       | Aurora Rodrigues         |
| Laerte Morrone     | Umberto Rodrigues        |
| Fábio Villa Verde  | Pedro Rei                |
| Cynthia Benini     | Bia                      |
| Talita Castro      | Carol                    |
| David Cardoso Jr.  | Guto                     |
| Marcello Faustini  | Divino                   |
| Mônica Bitti       | Cida                     |
| Cláudia Marcotti   | Karina                   |
| Carlos Camargo     | Matheus Alvarenga        |
| Rayana Vidal       | Maria Rita Rei           |

### Participações especiais
| Ator                      | Personagem         |
| ------------------------- | ------------------ |
| Afonso Nigro              | Bernardo Alvarenga |
| Ênio Gonçalves            | Ramiro             |
| Marcelo Várzea            | Zeca               |
| Daniel                    | Ele mesmo          |
| Chitãozinho & Xororó      | Eles mesmos        |
| Sérgio Reis               | Ele mesmo          |
| Zezé Di Camargo & Luciano | Eles mesmos        |
| Gian & Giovani            | Eles mesmos        |
| Rick & Renner             | Eles mesmos        |

## Trilha sonora

### Volume 1
1. Estrela de Fogo - Marcelo Aguiar & Fernando e Cheiro da Terra (tema de abertura)
2. História de um Amor - Leandro & Leonardo
3. Me Esqueça - Guilherme & Santiago
4. Interior - Gian & Giovani
5. Te Amo Cada Vez Mais (To Love You More) - João Paulo & Daniel
6. De Coração pra Coração - Chitãozinho & Xororó
7. O Rodeio - Sérgio Reis
8. Miragem - Marciano
9. O Mais Importante é o Verdadeiro Amor - Jayne
10. Enrosca, Enrosca - Rick & Renner
11. Ficar com Você - Cheiro da Terra
12. As Paredes Azuis - Denize Rezende
13. Como Vai Você - Matogrosso & Marciano
14. Cowboy Fora da Lei - Marcelo Costa
15. Nóis não Vive sem Muié - Gilberto & Gilmar

### Volume 2
1. Adoro Amar Você - Daniel
2. Amor de Novela - Leandro & Leonardo
3. Por Esse Amor - Chitãozinho & Xororó
4. Sensível Demais - Chrystian & Ralf
5. Seu Amor Ainda é Tudo - Roberta Miranda
6. Eu Busco Uma Estrela (Yo Busco Una Estrela) - Gian & Giovani
7. Mentira de Amor - Guilherme & Santiago
8. Vem Ficar Comigo - Zezé di Camargo & Luciano
9. Louco por Você (La Media Vuelta) - Marciano
10. Agenda Rabiscada - Cleiton & Camargo
11. Cowboy de Rodeio (You Win my Love) - Cheiro da Terra
12. Dona da Verdade - Marcelo Aguiar & Fernando
13. Eu Juro (I Swear) - Leandro & Leonardo
14. Pele de Mação - Eric Henrique
15. Vida de Peão - Márcio Augusto & Ricardo
16. Paixão de Peão - André & Adriano
17. Estrela de Fogo - Cheiro da Terra